# 莫尔 (大西洋比利牛斯省)
莫尔（法語：Maure，法語發音：[mɔʁ]）是法国大西洋比利牛斯省的一个市镇，属于波城区。

## 地理
莫尔（43°22'55"N, 0°4'20"W）面积3.59 平方千米，位于法国新阿基坦大区大西洋比利牛斯省，该省份为法国东南部省份，涵盖了贝阿恩与北巴斯克，西临大西洋比斯開灣，北至朗德省，东北接热尔省，东临上比利牛斯省，南与西班牙接壤。
与莫尔接壤的市镇（或旧市镇、城区）包括：埃斯科内特、贝阿恩附近维勒纳沃、邦塔尤-塞雷、莫米、蓬蒂亚克-维耶勒潘特。

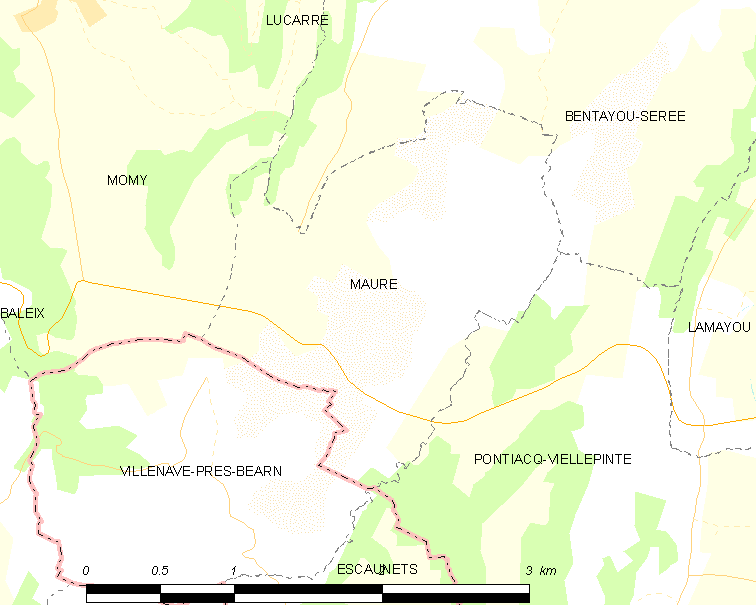
的OSM定位图

莫尔的时区为UTC+01:00、UTC+02:00（夏令时）。

## 行政
莫尔的邮政编码为64460，INSEE市镇编码为64372。

## 政治
莫尔所属的省级选区为莫尔拉斯与蒙塔内雷斯地区县。

## 人口

1962-2008年间人口变化图示

莫尔于2022年1月1日时的人口数量为88人。